# Salvatore Cantalupo
Salvatore Cantalupo, né le 8 juillet 1959 à Naples et mort le 13 août 2018 à Monserrato, est un acteur italien.

## Biographie
Très actif surtout au théâtre, Salvatore Cantalupo est devenu connu du grand public et des médias en 2008 grâce au film Gomorra réalisé par Matteo Garrone, adapté du roman de Roberto Saviano, dans lequel Salvatore Cantalupo joue le rôle de Pasquale, un tailleur qui, travaillant dans la haute couture, est exploité par la Camorra. Il est également bien connu pour le rôle du candidat-maire Giovanni De Santis, rival de Cetto La Qualunque, dans le film satirique Qualunquemente.
Salvatore Cantalupo est mort le 13 août 2018, à l'âge de 59 ans, après une courte maladie.

## Filmographie partielle
- 1998 : Théâtre de guerre (Teatro di guerra) de Mario Martone.
- 2008 : Gomorra de Matteo Garrone.
- 2009 : Fortapàsc de Marco Risi.
- 2009 : Lo spazio bianco de Francesca Comencini
- 2010 : Frères d'Italie (Noi credevamo) de Mario Martone.
- 2011 : Corpo celeste d'Alice Rohrwacher.
- 2011 : Qualunquemente  de Giulio Manfredonia.
- 2014 : Perez. d'Edoardo De Angelis (non crédité).
- 2014 : Leopardi : Il giovane favoloso  (Il giovane favoloso) de Mario Martone.
- 2015 : Par amour (Per amor vostro) de Giuseppe M. Gaudino.
- 2016 : Le ultime cose d'Irene Dionisio.
- 2017 : La tenerezza de Gianni Amelio.